# Mare Lü
Lǚ Mǔ (en xinès: 呂母, en pinyin: Lǚ Mǔ, literalment «mare Lü»; morta l'any 18) va ser la líder d'una rebel·lió en contra de la dinastia Xin a l'antiga Xina. Va començar un aixecament camperol després que el seu fill Lu Yu va ser executat pel Govern per un delicte menor, i es va convertir en la primera dona capdavantera d'una rebel·lió en la història de la Xina.
Després de la seva mort, els seus seguidors es van convertir en una força important de les revoltes dels Celles Roges, que van representar un paper important en la caiguda de la dinastia Xin i la restauració de la dinastia Han per Liu Xiu, entronitzat com a emperador Guangwu de Han.

## Rerefons
Lǚ Mǔ va néixer durant la dinastia Han de l'antiga Xina. El 9 a. C., el primer ministre Wang Mang va usurpar el tro imperial i es va proclamar a si mateix emperador de la Dinastia Xin. Wang va implementar una sèrie de polítiques a les quals es va oposar la classe rica de terratinents. L'estrès econòmic causat per la inundació del riu Groc va afeblir encara més la legitimitat del seu govern.
Lǚ Mǔ va viure al comtat de Haiqu de la comandància de Langya —Rizhao al present—, a la província de Shandong. La seva família era molt rica, amb un valor de milions de monedes d'acord amb el Llibre del Han Tardà.

## Rebel·lió
El 14 a. C., el seu fill Lü Yu, que havia servit al Govern del comtat Haiqu, va ser executat pel magistrat del mateix per un delicte menor. Per venjar la seva mort, Lǚ Mǔ va començar una rebel·lió, utilitzant la seva riquesa per reclutar camperols pobres i per comprar armes i subministraments. Aviat va formar un exèrcit de diversos milers de persones a partir d'una població que ja se sentia insatisfeta amb el Govern. Lǚ Mǔ va assumir el títol de general i va prendre per assalt la capital del comtat Haiqu amb la seva força rebel. Després de capturar al magistrat del comtat, el va decapitar i va sacrificar el seu cap sobre la tomba del seu fill.

## Mort i llegat
L'èxit de Lǚ Mǔ va inspirar que nombroses persones de tot el país es rebel·lin en contra de l'autoritat de Wang Mang, i la seva pròpia força va créixer ràpidament en desenes de milers de soldats, però va morir d'una malaltia el 18 aC.
Després de la seva mort, la majoria dels seus seguidors va unir forces amb els rebels liderats per Fan Chong, un altre nadiu de Langya que s'havia rebel·lat al comtat Ju l'any 18. El nou exèrcit rebel va arribar a ser conegut com els Celles Roges, arribant a ser una de les dues principals forces rebels que enderrocarien el règim de Wang Mang.
Els historiadors acrediten a Lǚ Mǔ amb l'inici de l'ona de revoltes que van portar a la caiguda de la dinastia Xin i la restauració de la dinastia Han per Liu Xiu (emperador Guangwu), el primer emperador d'Han Oriental. Fou la primera dona capdavantera d'una rebel·lió registrada en la història de la Xina.